# Vallvidrera
Vallvidrera is een buurt in het district Sarrià-Sant Gervasi in Barcelona, Catalonië Spanje. Het ligt op een van de hellingen van de Collserolaheuvels (Tibidabo is daar een van). Vanuit hier zijn er weidse uitzichten over de stad en de Middellandse Zee. Op een heldere dag zijn zelfs de pieken van Mallorca aan de horizon te zien en naar het noorden toe kan men regelmatig de besneeuwde toppen van de Pyreneeën zien. Vroeger kwamen de rijken uit Barcelona in de zomer naar hier maar tegenwoordig wonen ze er het hele jaar door.
De buurt is bereikbaar met de kabelspoorweg van Vallvidrera, een 736 meter lange kabelspoorweg die 158 meter omhoog gaat (van 192 m tot 350 m boven zeeniveau). De kabelspoorweg verbindt de stadsspoorweg (FGC, waarmee men naar het centrum kan, via de Terrassa / Sabadell treinen), met, op de top, een minibus (lijn 111) om naar de top van de Tibidabo-heuvel te rijden. Als alternatief kan men ook naar Tibidabo lopen, via Norman Fosters telecommunicatietoren Torre de Collserola, wat ongeveer een half uur duurt.

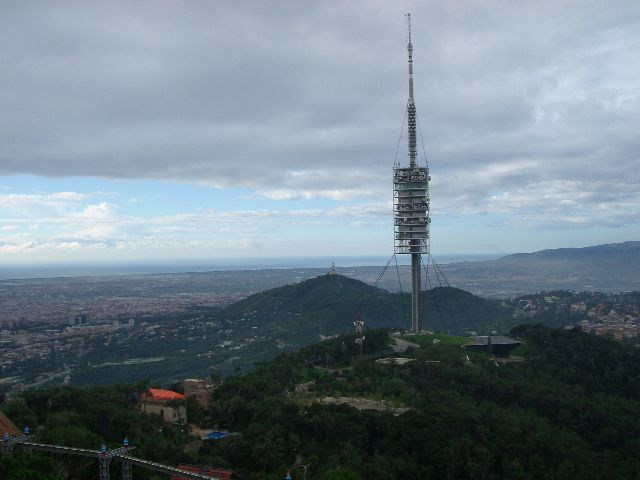
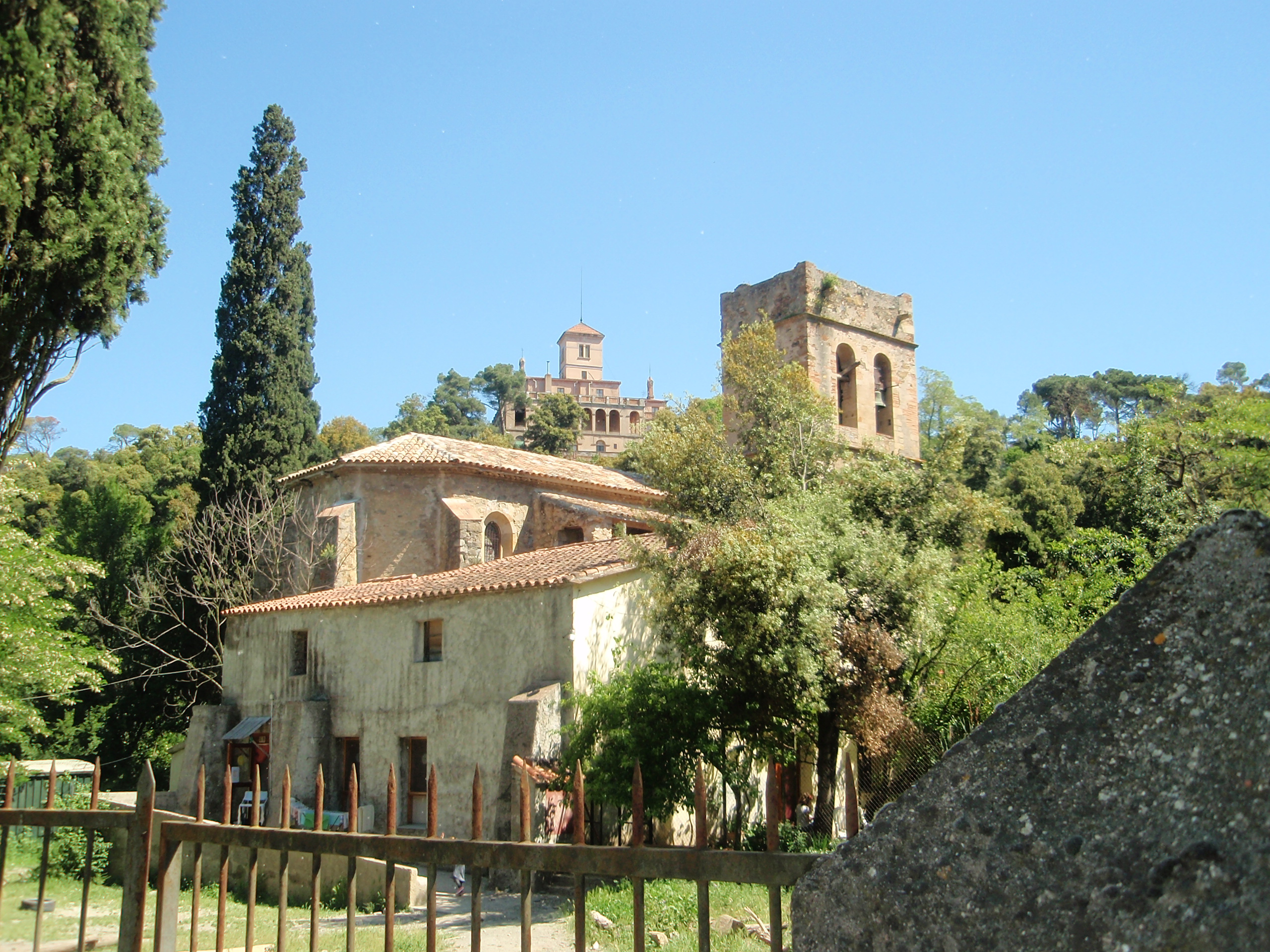
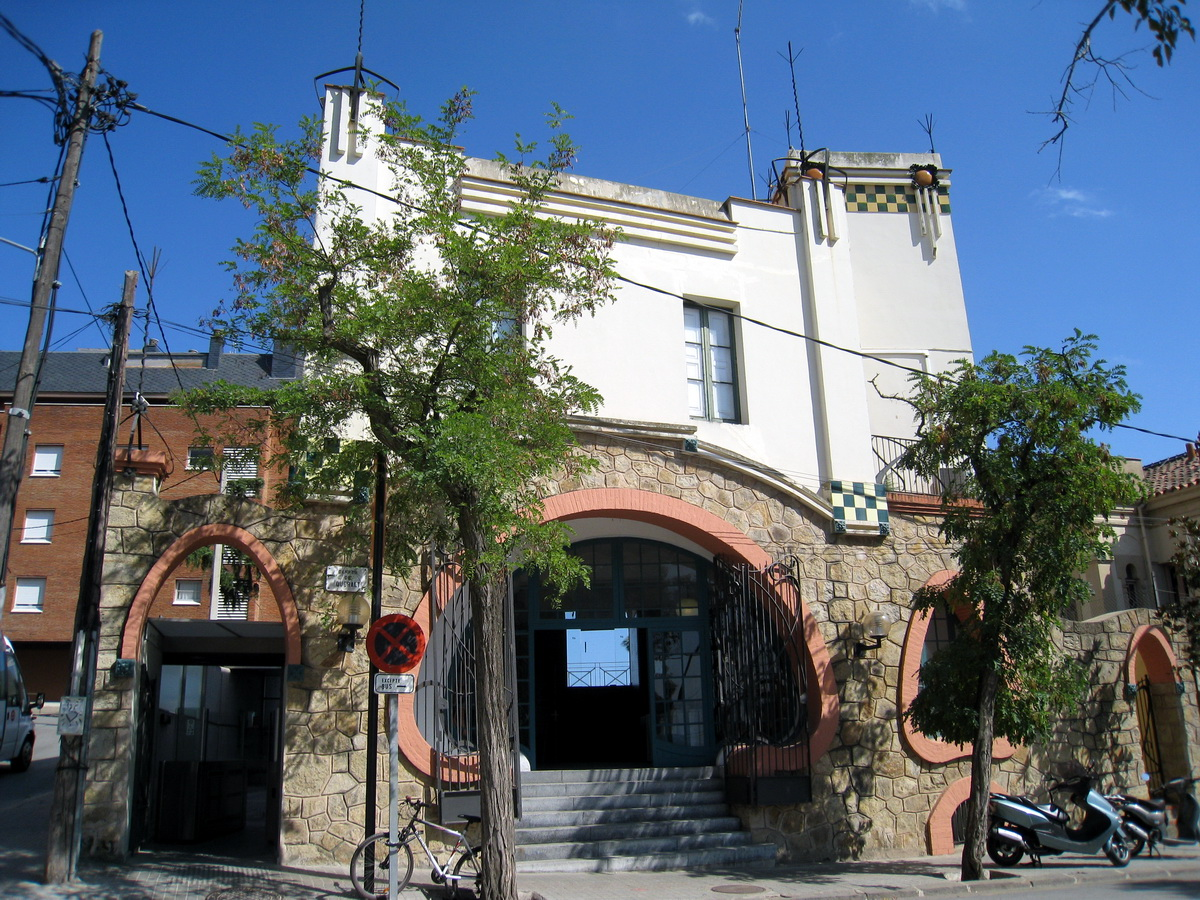